# Murat Ceylan
Murat Ceylan (Gaziantep, 2 de març de 1988) és un futbolista turc. Juga pel club esportiu Gaziantepspor a la Lliga turca de futbol (Süper Lig) durant la temporada 2016-2017. En la seva carrera futbolística també ha jugat per Mersin İdman Yurdu i la selecció turca U-17, U-19, i U-21.